# Condado de Defiance
O Condado de Defiance é um dos 88 condados do estado americano de Ohio. A sede do condado é Defiance, e sua maior cidade é Defiance. O condado possui uma área de 1 073 km² (dos quais 8 km² estão cobertos por água), uma população de 39 500 habitantes, e uma densidade populacional de 37 hab/km² (segundo o censo nacional de 2000). O condado foi fundado em 1845.